# Crithagra citrinelloides
Il venturone africano o venturone abissino (Crithagra citrinelloides (Rüppell, 1840)) è un uccello passeriforme della famiglia dei Fringillidi.

## Etimologia
Il nome scientifico della specie, citrinilloides, deriva dall'appellativo citrinella (specifico per il venturone europeo con l'aggiunta del suffisso di origine greca -οιδης (-oidēs, "simile a"), col significato di "simile al venturone".

## Descrizione

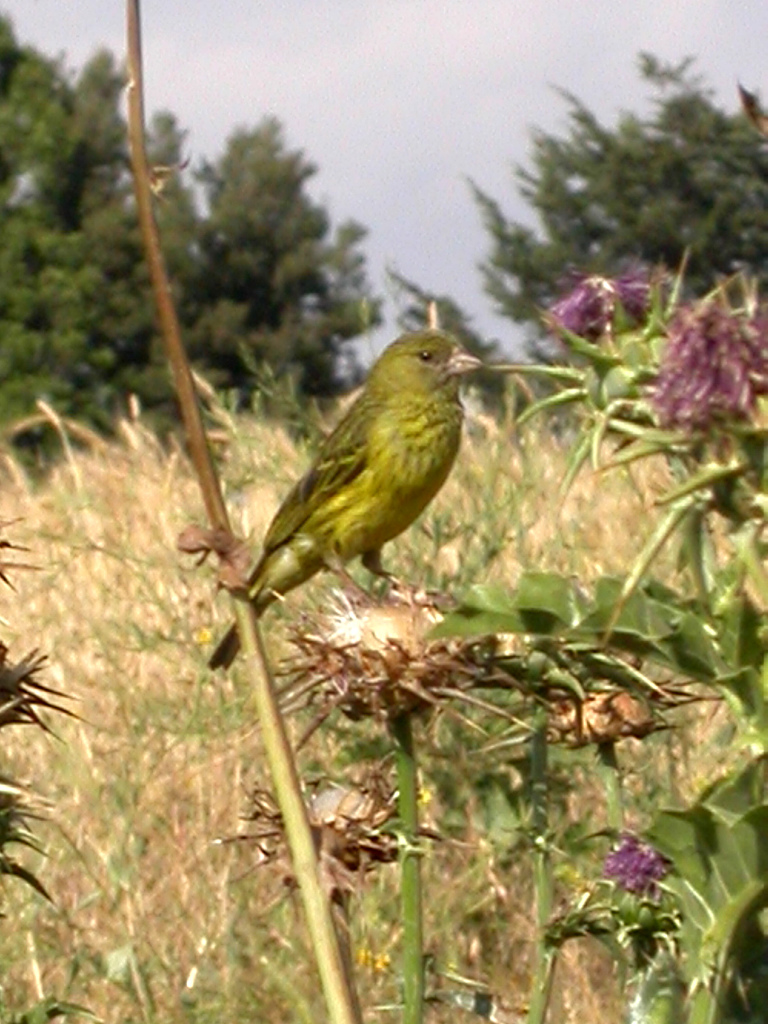
Femmina in natura.

### Dimensioni
Misura 11–12 cm di lunghezza, per un peso di 10-15 g.

### Aspetto
Si tratta di uccelletti dall'aspetto slanciato, muniti di testa arrotondata, becco conico, ali allungate e coda dalla punta lievemente forcuta.
Il piumaggio si presenta prevalentemente giallastro su tutto il corpo, con sfumature di color verde oliva sulla regione dorsale, mentre il sottocoda è bianco e le ali e la coda presentano penne nere con orli gialli (fanno eccezione le remiganti secondarie, completamente nere), così come la faccia presenta una mascherina nera che copre l'area attorno al becco e quella dal sopracciglio alla gola. Il dimorfismo sessuale è ben evidente, con le femmine sprovviste del nero facciale e di buona parte del giallo corporeo, con il solo ventre di questo colore, che viene sostituito nel resto del corpo dal verde-giallastro. In ambedue i sessi il becco è di colore grigio, gli occhi sono bruni e le zampe sono di color carnicino.

## Biologia
Si tratta di uccelletti dalle abitudini diurne, che si muovono da soli, in coppie o al più in piccoli gruppi familiari, passando la maggior parte della giornata in movimento alla ricerca di cibo al suolo o fra i rami.

### Alimentazione
Il venturone africano è un uccello granivoro, la cui dieta si basa su semi di piante erbacee, ma che comprende anche germogli, bacche, frutti ed altro materiale di origine vegetale, nonché saltuariamente anche insetti, larve ed altri piccoli invertebrati.

### Riproduzione
La specie nidifica molto verosimilmente durante tutto l'anno, con picchi di nidificazioni in marzo-agosto e ottobre-gennaio, legati alla stagione delle piogge.
Si tratta di uccelli monogami, in cui i maschi corteggiano le femmine cantando incessantemente da posatoi in evidenza e seguendo le eventuali interessate con le ali semiaperte e tenute verso il basso e la coda tenuta alzata.

Il nido, a forma di coppa, viene costruito dalla sola femmina intrecciando fibre vegetali alla biforcazione di un ramo: la cova delle 3-6 uova è anch'essa a carico della sola femmina, col maschio che staziona di guardia nei pressi del nido e reperisce il cibo per sé e per la compagna. Le uova schiudono dopo circa due settimane di cova: i pulli, ciechi ed implumi alla schiusa, vengono imbeccati e accuditi da ambedue i genitori e sono in grado d'involarsi attorno alle tre settimane di vita, pur rimanendo nei pressi del nido ancora per qualche giorno prima di disperdersi.

## Distribuzione e habitat
Il venturone africano è diffuso con due popolazioni disgiunte in Kenya sud-occidentale e nell'area fra Eritrea settentrionale, Etiopia centrale, occidentale e meridionale e Sud Sudan sud-orientale; osservazioni datate vedevano la specie presente anche nella zona di confine fra il Mozambico nord-occidentale e il Malawi, tuttavia la specie non sembra essere più presente in queste zone.
L'habitat della specie è rappresentato dalle aree erbose aperte sul limitare della foresta, in aree umide o piovose.

## Sistematica

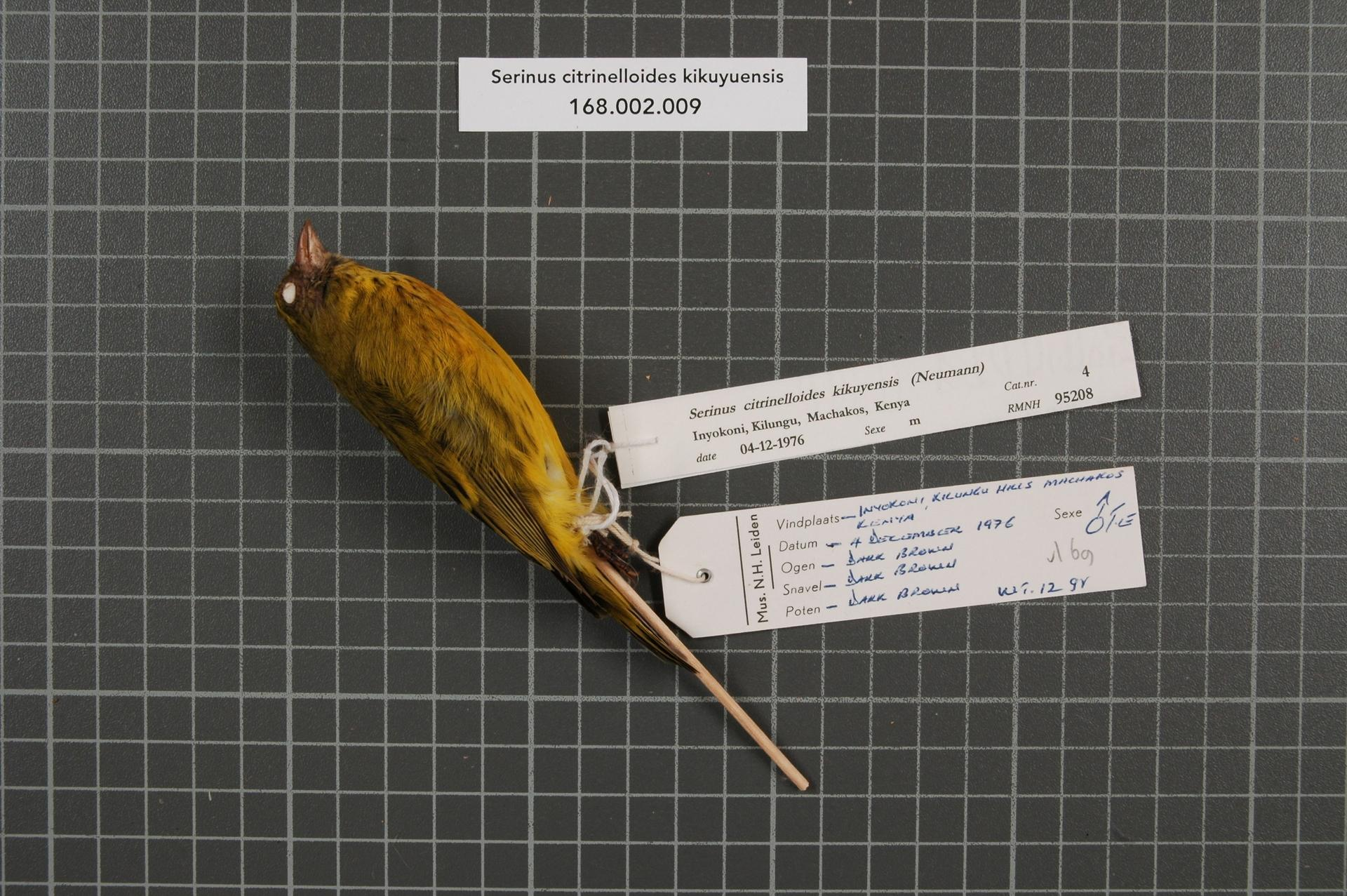
Maschio impagliato della sottospecie kikuyuensis.

In passato questi uccelli venivano ascritti al genere Serinus col nome di S. citrinelloides, tuttavia con l'accertamento della polifilia del genere esso (assieme a gran parte dei canarini africani) è stato spostato in Crithagra.
Se ne riconoscono due sottospecie:
- Crithagra citrinelloides citrinelloides (Rüppell, 1840) - diffusa nella porzione settentrionale dell'areale occupato dalla specie;
- Crithagra citrinelloides kikuyuensis (Neumann, 1905) - diffusa nella porzione meridionale dell'areale occupato dalla specie;

Alcuni autori considererebbero questi uccelli una superspecie o addirittura conspecifici con gli affini venturone occidentale e venturone meridionale.